# Brangović
Brangović (em cirílico: Бранговић) é uma vila da Sérvia localizada no município de Valjevo, pertencente ao distrito de Kolubara. A sua população era de 136 habitantes segundo o censo de 2011.

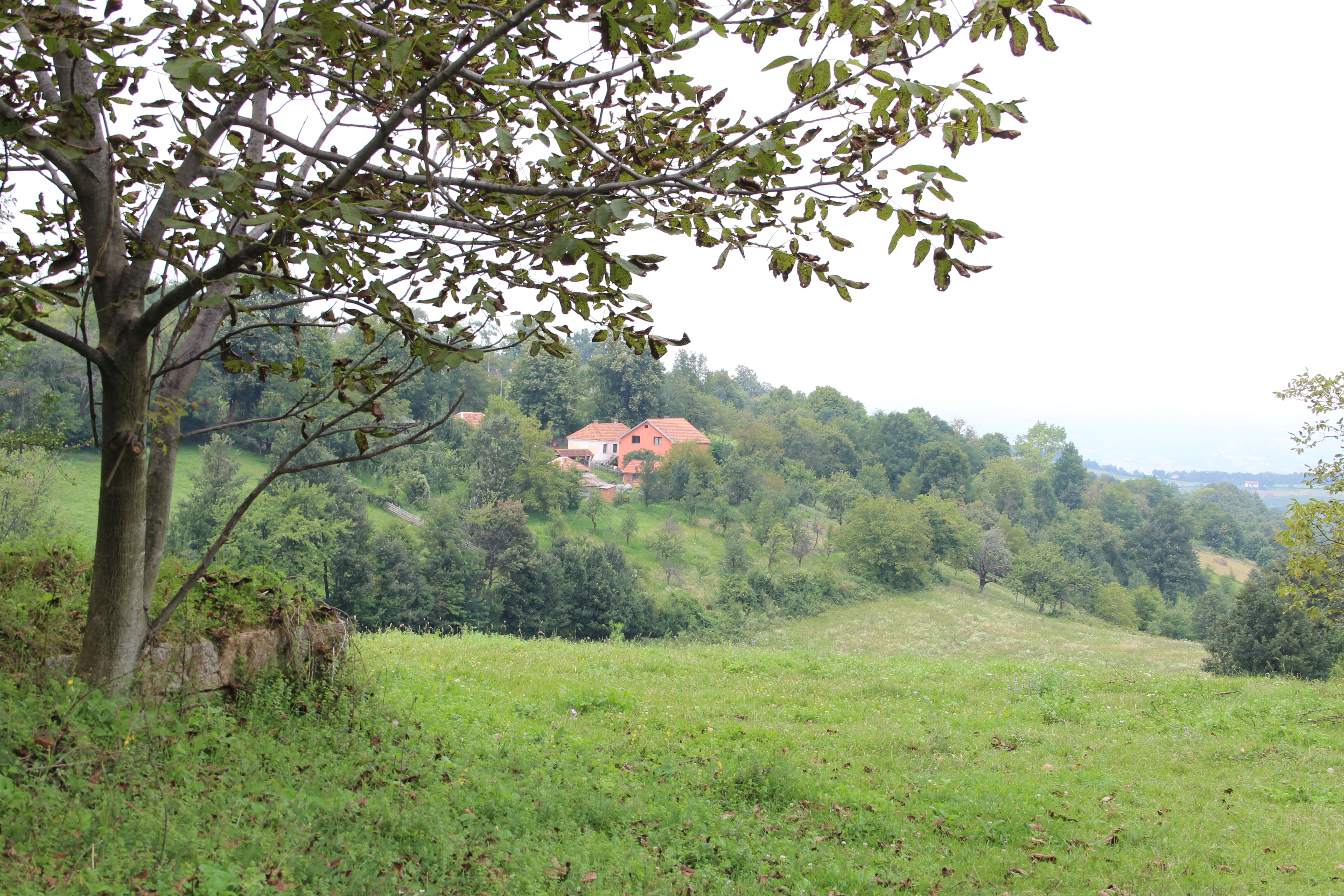
Brangovic - panorama
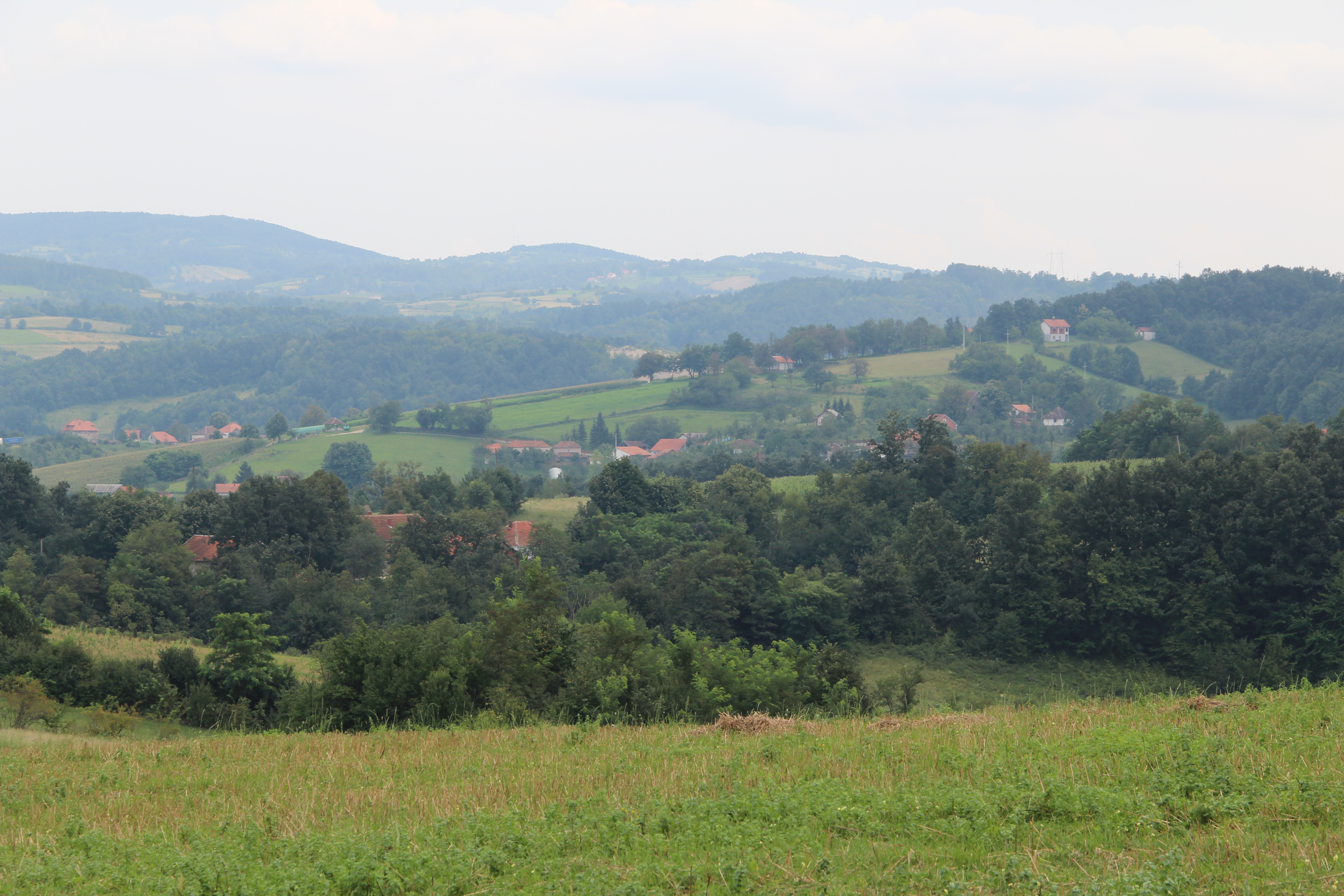
Brangovic - panorama
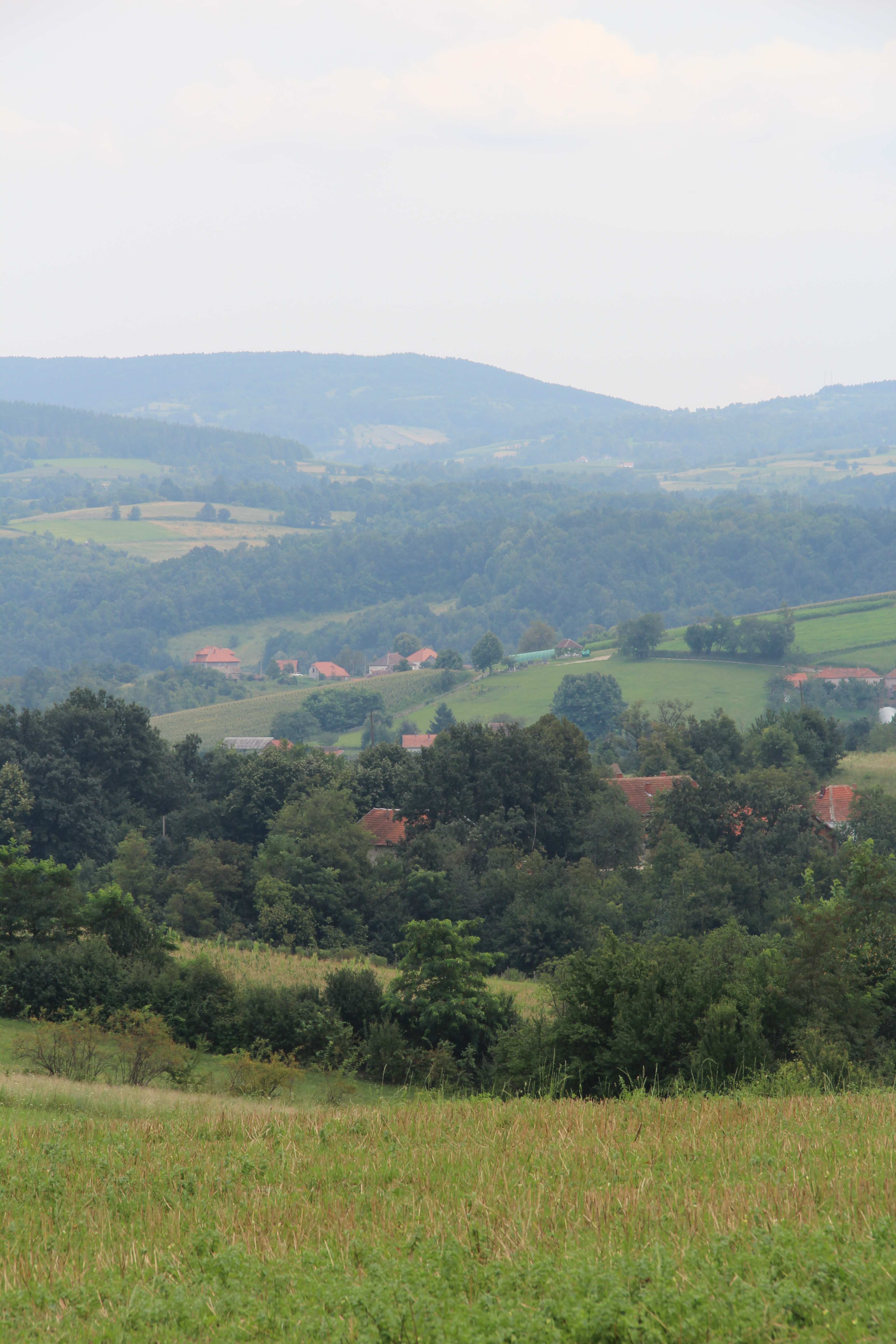
Brangovic - panorama
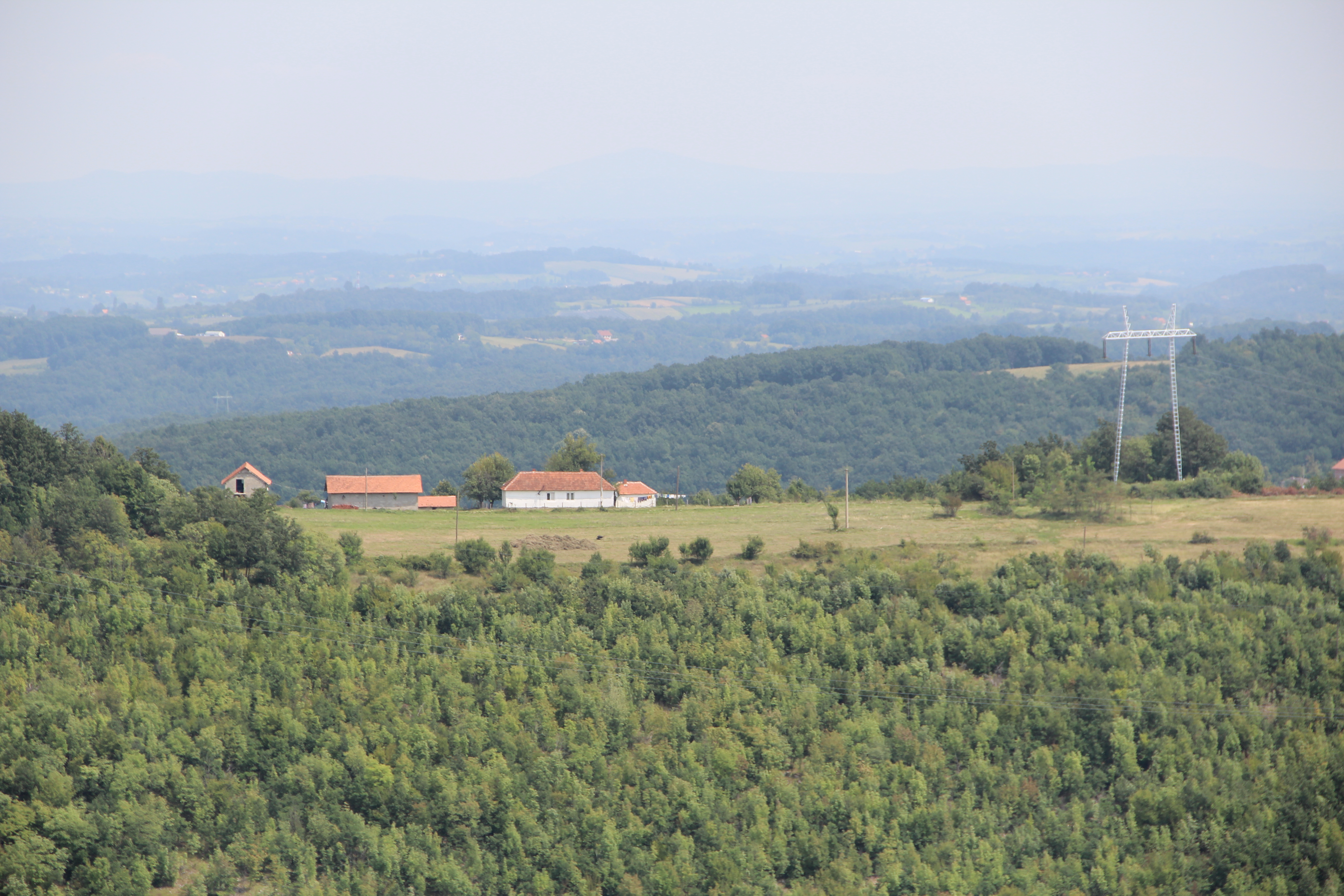
Brangovic - panorama
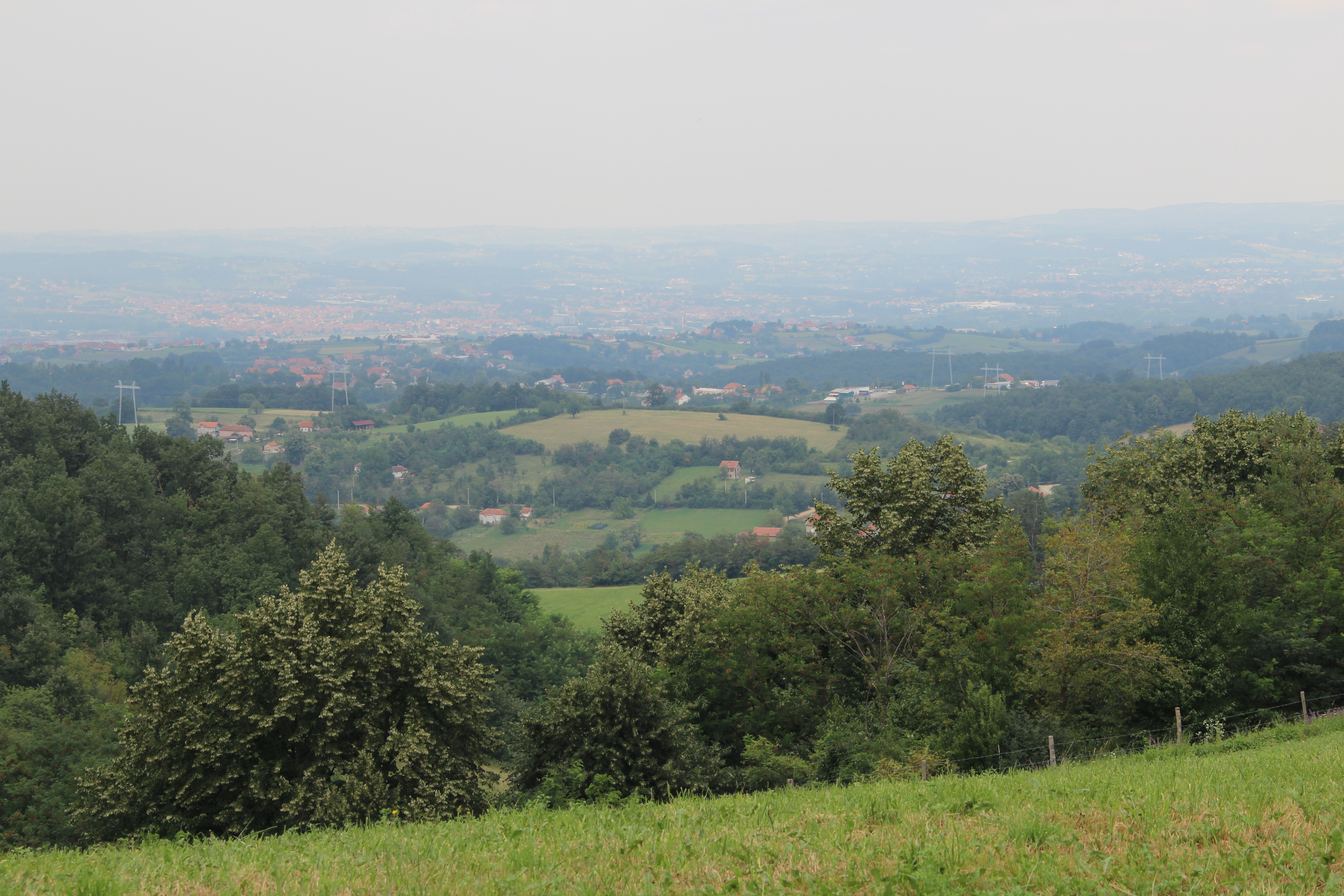
Brangovic - panorama
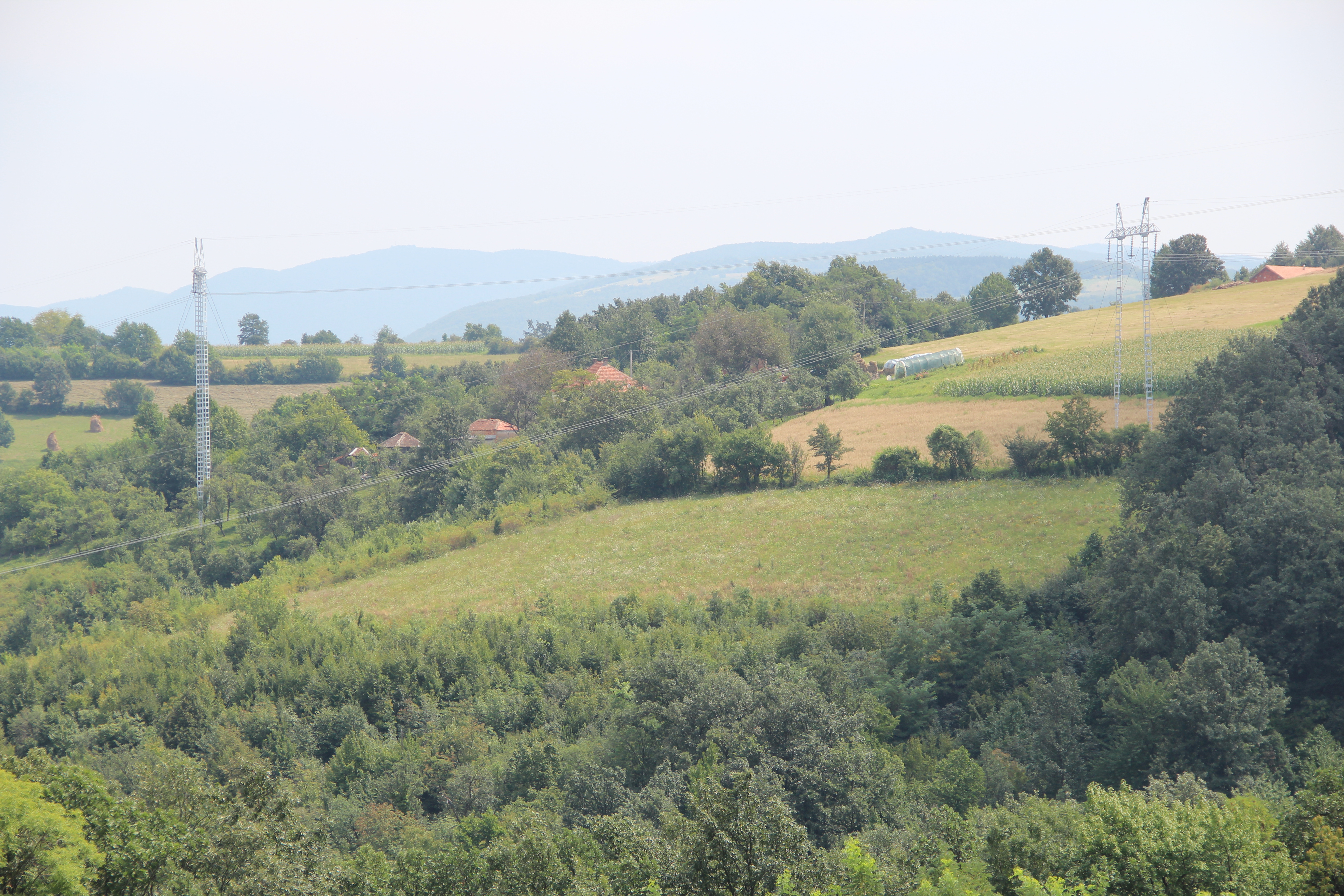
Brangovic - panorama

## Demografia
| 1948 | 1953 | 1961 | 1971 | 1981 | 1991 | 2002 | 2011 |
| ---- | ---- | ---- | ---- | ---- | ---- | ---- | ---- |
| 306  | 303  | 286  | 224  | 214  | 184  | 172  | 136  |